# Ronde van Italië 2020/Zestiende etappe
De zestiende etappe van de Ronde van Italië 2020 werd verreden op 20 oktober tussen Udine en San Daniele del Friuli. 
| Udine – San Daniele del Friuli (229,0 km) |                    |                       |          |
| Plaats                                    | Naam               | Ploeg                 | Tijd     |
| 1                                         | Jan Tratnik        | Bahrain McLaren       | 6u04'36" |
| 2                                         | Ben O'Connor       | NTT Pro Cycling       | + 7"     |
| 3                                         | Enrico Battaglin   | Bahrain McLaren       | + 1'14"  |
| 4                                         | Kamil Małecki      | CCC Team              | z.t.     |
| 5                                         | Ben Swift          | Team INEOS Grenadiers | z.t.     |
| 6                                         | Andrea Vendrame    | AG2R La Mondiale      | + 1'21"  |
| 7                                         | Geoffrey Bouchard  | AG2R La Mondiale      | z.t.     |
| 8                                         | Matteo Fabbro      | BORA-hansgrohe        | + 1'25"  |
| 9                                         | Manuele Boaro      | Astana Pro Team       | + 1'33"  |
| 10                                        | Alessandro Tonelli | Bardiani-CSF-Faizanè  | + 1'37"  |
|                                           |                    |                       |          |
| 34                                        | Wilco Kelderman    | Team Sunweb           | + 12'56" |
| 56                                        | Sander Armée       | Lotto Soudal          | + 13'54" |

| Algemeen klassement |                    |                       |           |
| Plaats              | Naam               | Ploeg                 | Tijd      |
| Roze trui           | João Almeida       | Deceuninck–Quick-Step | 65u45'08" |
| 2                   | Wilco Kelderman    | Team Sunweb           | + 17"     |
| 3                   | Jai Hindley        | Team Sunweb           | + 2'58"   |
| 4                   | Tao Geoghegan Hart | Team INEOS Grenadiers | + 2'59"   |
| 5                   | Peio Bilbao        | Bahrain McLaren       | + 3'12"   |
| 6                   | Rafał Majka        | BORA-hansgrohe        | + 3'20"   |
| 7                   | Vincenzo Nibali    | Trek-Segafredo        | + 3'31"   |
| 8                   | Domenico Pozzovivo | NTT Pro Cycling       | + 3'52"   |
| 9                   | Patrick Konrad     | BORA-hansgrohe        | + 4'11"   |
| 10                  | Fausto Masnada     | Deceuninck–Quick-Step | + 4'24"   |
|                     |                    |                       |           |
| 32                  | Pieter Serry       | Deceuninck–Quick-Step | + 57'24"  |

## Opgaves
- Fernando Gaviria (UAE Team Emirates): Positief getest op het coronavirus
- Maximiliano Richeze (UAE Team Emirates): Afgestapt tijdens de etappe

1e etappe ·
2e etappe ·
3e etappe ·
4e etappe ·
5e etappe ·
6e etappe ·
7e etappe ·
8e etappe ·
9e etappe ·
10e etappe ·
11e etappe ·
12e etappe ·
13e etappe ·
14e etappe ·
15e etappe ·
16e etappe ·
17e etappe ·
18e etappe ·
19e etappe ·
20e etappe ·
21e etappe
Startlijst · Eindstanden · Afbeeldingen